# Мама Окло
Мама Окло (а точніше Мама Уклу) — у міфології інків історична особа, яка обожнювалася як мати і богиня родючості. В одній легенді вона була дочкою Інті та Мами Кільї, а в іншій — дочкою Віракочі (Віракучі) та Мами Куча. У всіх з них вона була старшою сестрою та дружиною Манко Капака (Manqu Qhapaq),:28–36 з яким вона заснувала місто Куско. У деяких варіаціях вона також мала від нього сина, Сінчі Року, хоча вважалося, що всі правителі Інків після Манко Капака були їхніми нащадками.
За більшістю історій, Інті послав Маму Оккло та Манко Капака допомогти Інці, розширивши їхні знання після того, як він побачив, як бідно вони живуть. Більшість легенд стверджують, що після їх створення вони почали мандрувати, щоб знайти ідеальне місце для початку свого завдання, і дізналися б, коли знайшли його, коли золотий жезл, який Інті дав обом своїм дітям, занурився в землю. Після того, як жезл затонув, вони почали навчати народ інків; разом вони навчили людей краще будувати будинки; Мама Окло навчила жінок інків мистецтву прядіння ниток, шиття та домашнім обов'язкам.

## Походження
Існує кілька версій походження Мама Окло. Одна з поширених версій передбачає, що Мама Окло з'являється разом з Манко Капаком з острова або печери в озері Тітікака після того, як їх створив Інті, хоча в деяких альтернативних версіях решта їхніх братів і сестер, а також десять айлью, також піднімаються з озера, і вони всі разом подорожують протягом короткого часу. У деяких міфах зображено, що Мама Окло та Манко Капак походять зі Скелі Походження, яка вважається священною. У деяких розповідях також стверджується, що і Мама Окло, і Манко Капак були дітьми Інті, народженими від Місяця.
Існує кілька варіантів походження мами Окло. Одна з поширених версій передбачає вихід Мами Окло з Манко Капаком з острова чи печери в озері Тітікака після того, як їх створив Інті, хоча в деяких альтернативних версіях решта їхніх братів і сестер, а також десять айлусів також піднімаються з озера, і вони всі разом подорожують на короткий час. Деякі міфи зображають місце походження Мами Окло та Манко Капака зі Скелі Витоків, яка є місцем, яке називають священним. Деякі звіти також стверджують, що і Мама Оклло, і Манко Капак були дітьми Інті від Місяця.
Інша історія розповідає про те, як мама Окло та її брати і сестри з'явилися на світ завдяки Інті, хоча цього разу вони з'явилися з середини трьох вікон печери, відомої під назвою Паккарітампу, і їм дали знак, коли вони наблизилися до землі, на якій мали оселитися, а не палицю, якою вони мали протикати землю.
Замість Інті, одна легенда говорить, що Мама Окло є дочкою Віракочі та Мами Куча, що робить її рідною сестрою Інті.
Існують історичні звіти, в тому числі записані Васко Нуньєсом де Бальбоа, Хуаном де Бетансосом і Фраєм Мартіном де Моруа, які описують Маму Окло та Манко Капака як лідерів групи людей (клану Аяр), які походили з району Тампу-Токко.

## Заснування Куско
Згідно з легендою, Мама Окльо та Манко Капак отримали золотий скіпетр, який допоміг їм знайти ідеальне місце для поселення та поклоніння сонцю. Після мандрів подружжя спустилося в долину. Вони вирішили побудувати місто Куско після того, як золотий жезл, який вони принесли з собою, занурився в землю і зник. Потім пара вирушила збирати людей і привела їх до міста. Вони навчили їх людським звичаям, і люди були розділені відповідно до того, чи могли вони збирати їжу або будувати будинки. Люди також побудували Коріканчу (храм Сонця), також відомий як Інтіхуасі, в центрі нового імперського міста або, як стверджують деякі джерела, там, де зник жезл.